# دجان وول
دجان وول (بالإنجليزية: Djanwul)‏ الموجودات البشرية الأولى في الأساطير الاسترالية، وهم أختان وشقيقهما ومرافقتهما، ساحوا في أركان الأرض، كانت الأختان تحملان باستمرار من شقيقهما، فعمروا الأرض بالنسل، وكانتا تعلمان الناس الطقوس، والعادات، والشعائر المختلفة، وكانت الأختان تطيلان الأعضاء الجنسية في البداية، غير أن شقيقهما قطع الزيادة. والأسطورة تفسر لم سيطر الرجال على الطقوس المقدسة، في الوقت الذي كانت فيه من اختصاص النساء وحدهن.